# István Tisza
Contele István Tisza de Borosjenő și Szeged (n. 22 aprilie 1861, Pesta – d. 31 octombrie 1918, Budapesta) a fost un politician maghiar membru al Partidului Liberal și prim-ministru al Ungariei între anii 1903-1905 și 1913-1917. 
Evenimentele cele mai cunoscute legate de numele lui sunt Criza maghiară, intrarea Monarhiei Austro-Ungare în Primul Război Mondial în timpul celui de-al doilea mandat al său de prim-ministru al Ungariei și atentatul împotriva sa în data de 31 octombrie 1918 (chiar în prima zi a Revoluției Crizantemelor), care s-a soldat cu moartea sa. Ca politician a susținut menținerea sistemului dualist austro-ungar (a monarhiei de Habsburg-Lorena), fiind reprezentantul „consensului liberal-conservativ”, răspândit în aceea perioadă. 